# Сесі Мартінес
Сесі Мартінес (англ. Ceci Martinez; нар. 24 травня 1947) — колишня американська тенісистка.
Найвищим досягненням на турнірах Великого шолома були чвертьфінали в одиночному та парному розрядах.

## Фінали Туру WTA

### Парний розряд: 1 (0–1)
| Результат | Ранг | Дата     | Турнір        | Покриття | Партнерка | Суперниці                       | Рахунок  |
| --------- | ---- | -------- | ------------- | -------- | --------- | ------------------------------- | -------- |
| Поразка   | 0–1  | Кві 1974 | Сарасота, США | Ґрунт    | Торі Фрец | Кріс Еверт Івонн Гулагонг-Коулі | 2–6, 2–6 |